# Tisserand (cráter)
Tisserand es un cráter de impacto lunar que se encuentra justo al este del cráter más grande Macrobius, al noroeste del Mare Crisium. Al este se localiza una cresta conocida como Dorsum Oppel.
|  |

El borde de Tisserand ha sido erosionado por sucesivos impactos, con depresiones en los lados sur y noreste, y un valle curvado casi tangencial cortando la pared interior en el noroeste. El suelo interior es relativamente llano, con crestas bajas cerca de las paredes interiores del este y del oeste. La mitad oriental del suelo tiene un albedo ligeramente inferior en la mitad occidental, con esta última zona recubierta ligeramente por el Sistema de marcas radiales de Proclus, situado hacia el sur.

## Cráteres satélite

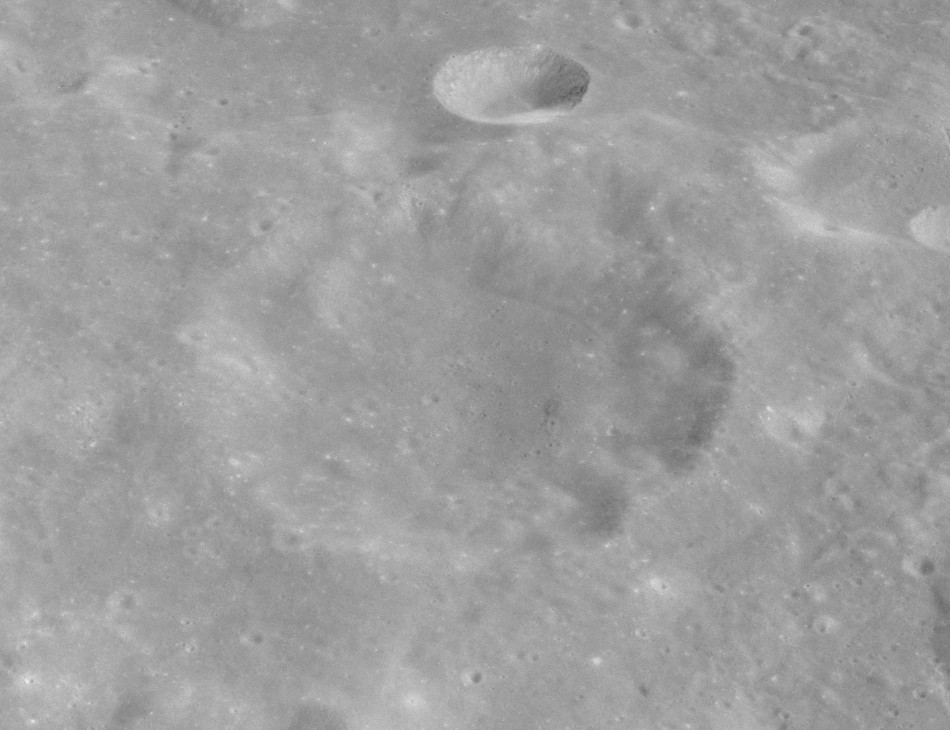
Vista oblicua también desde el Apolo 17

Por convención estos elementos son identificados en los mapas lunares poniendo la letra en el lado del punto medio del cráter que está más cerca de Tisserand. Tisserand A se halla casi al sureste del cráter principal, al este aparece Tisserand B, Tisserand D está unos 15 km al este-noreste y Tisserand K aparece más al sureste.
|           | \| Tisserand \| Coordenadas \| Diámetro \| \| --------- \| ---------------------------- \| -------- \| \| A \| 20°24′N 49°24′E / 20.4, 49.4 \| 24 km \| \| B \| 20°42′N 51°18′E / 20.7, 51.3 \| 8 km \| \| D \| 21°42′N 49°24′E / 21.7, 49.4 \| 7 km \| \| K \| 19°48′N 50°24′E / 19.8, 50.4 \| 11 km \| |          |
| Tisserand | Coordenadas | Diámetro |
| A         | 20°24′N 49°24′E / 20.4, 49.4 | 24 km    |
| B         | 20°42′N 51°18′E / 20.7, 51.3 | 8 km     |
| D         | 21°42′N 49°24′E / 21.7, 49.4 | 7 km     |
| K         | 19°48′N 50°24′E / 19.8, 50.4 | 11 km    |

## Referencias

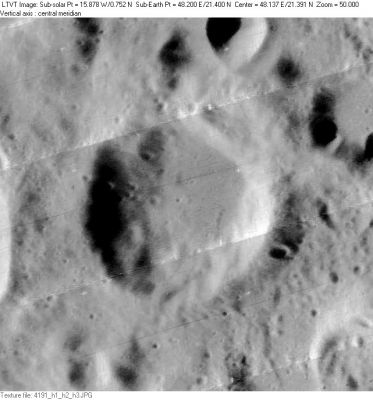
Fotografía de la misión Lunar Orbiter 4